# Одесский дом профсоюзов
Одесский дом профсоюзов — бывшее административное здание в Одессе (Украина).

## История
После освобождения Одессы в ходе Великой Отечественной войны все сооружения на Куликовом поле были разрушены. В рамках восстановления города в конце 1940-х—1950-х годах была сделана планировка Куликова Поля, превратившая его в квадрат площадью 10,5 га, который окружили цветниками и зелёными газонами. Были высажены голубые ели, а также платаны, липы, пирамидальные дубы.
В 1958 году в юго-западном углу площади было построено, с диагональной ориентацией, монументальное пятиэтажное здание областного комитета Компартии Украины. Архитекторами здания стали Генрих Топуз и Людмила Павловская.
В 1982 году здание было передано Федерации профсоюзов Одесской области.
Весной 2014 года, в период волнений на юге и востоке Украины после Евромайдана и захвата Россией Крыма, на площади проходили массовые митинги противников новой власти. 2 мая 2014 года площадь стала ареной столкновений между сторонниками проевропейского и пророссийского политического курса Украины, в результате которых появились жертвы и многочисленные раненые, включая несколько десятков жертв пожара в здании Дома профсоюзов (Куликово Поле, дом 1). Всего в ходе событий 2 мая доказана гибель 48 человек.
После трагических событий в Одессе появлялось большое количество предложений по дальнейшему использованию здания, которое вскоре было огорожено металлическим забором. В конце мая 2014 года было предложено построить на месте Дома профсоюзов — храм, однако Федерация профсоюзов Украины заявила что планирует восстановить здание. Стоимость восстановления оценивалась в 50 миллионов гривен.
5 июля 2015 года, Председатель Одесской областной государственной администрации Михаил Саакашвили сообщил, что штаб Военно-морских сил Украины будет расположен в Одесском доме профсоюзов:
«Президент принял решение, что Одесса станет городом базирования ВМС Украины. Для этого нужно найти штаб базирования ВМС. Мы решили сделать это в Доме профсоюзов»
Михаил Саакашвили
В июле 2015 года прокуратура Одесской области подала иск в суд с требованием передачи здания Дома профсоюзов в государственную собственность. Это обосновывалось тем, что спорный объект недвижимости является госсобственностью и используется ответчиками без надлежащих правовых оснований. Одесский суд в декабре 2015 года отказал, а затем Апелляционный суд Одесской области поддержал требования прокуратуры. Однако 24 февраля 2017 года Одесский апелляционный суд Киева отказал в удовлетворении требований Одесской прокуратуры по причине истечения срока давности. 
Планировалось полное восстановление здания к августу 2016 года.